# China Open (Badminton)
Die China Open sind die offenen internationalen Meisterschaften der Volksrepublik China im Badminton. Sie werden seit 1986 jährlich ausgetragen, pausierten jedoch 1990 (Asienspiele), 1998 (Naturkatastrophe) und 2000 (Finanzkrise). Seit 2007 gehören sie zur BWF Super Series und seit 2011 zur Premier Superseries.

## Austragungsorte
- 1986 Fuzhou
- 1987 Nanjing
- 1988 Shanghai
- 1989, 1991 Foshan
- 1992 Shanghai
- 1993 Hangzhou
- 1994 Dalian
- 1995 Chengdu
- 1996 Dongguan
- 1997 Shanghai
- 1999 Peking
- 2001 Ningbo
- 2002–2007 Guangzhou
- 2008–2013 Shanghai
- 2014–2017 Fuzhou
- 2018–2024 Changzhou

## Die Sieger
| Saison    | Herreneinzel      | Dameneinzel       | Herrendoppel                                   | Damendoppel                      | Mixed                          |
| --------- | ----------------- | ----------------- | ---------------------------------------------- | -------------------------------- | ------------------------------ |
| 1986      | Icuk Sugiarto     | Han Aiping        | Li Yongbo Tian Bingyi                          | Ivanna Lie Verawaty              | Park Joo-bong Chung Myung-hee  |
| 1987      | Zhao Jianhua      | Li Lingwei        | Li Yongbo Tian Bingyi                          | Lin Ying Guan Weizhen            | Zhou Jincan Lin Ying           |
| 1988      | Xiong Guobao      | Li Lingwei        | Li Yongbo Tian Bingyi                          | Lin Ying Guan Weizhen            | Park Joo-bong Chung Myung-hee  |
| 1989      | Ardy Wiranata     | Tang Jiuhong      | Razif Sidek Jalani Sidek                       | Lin Ying Guan Weizhen            | Kim Hak-kyun Hwang Hye-young   |
| 1990      | nicht ausgetragen | nicht ausgetragen | nicht ausgetragen                              | nicht ausgetragen                | nicht ausgetragen              |
| 1991      | Alan Budikusuma   | Huang Hua         | Li Yongbo Tian Bingyi                          | Chung Myung-hee Hwang Hye-young  | Liu Jianjun Wang Xiaoyuan      |
| 1992      | Hermawan Susanto  | Yao Yan           | Ricky Subagja Rexy Mainaky                     | Yao Fen Lin Yanfen               | Aryono Miranat Eliza Nathanael |
| 1993      | Joko Suprianto    | Han Jingna        | Rudy Gunawan Bambang Suprianto                 | Wu Yuhong Chen Ying              | Chen Xingdong Sun Man          |
| 1994      | Alan Budikusuma   | Bang Soo-hyun     | Huang Zhanzhong Jiang Xin                      | Ge Fei Gu Jun                    | Thomas Lund Marlene Thomsen    |
| 1995      | Dong Jiong        | Ye Zhaoying       | Huang Zhanzhong Jiang Xin                      | Ge Fei Gu Jun                    | Chen Xingdong Peng Xinyong     |
| 1996      | Fung Permadi      | Zhang Ning        | Sigit Budiarto Candra Wijaya                   | Qin Yiyuan Tang Hetian           | Chen Xingdong Peng Xinyong     |
| 1997      | Dong Jiong        | Gong Zhichao      | Ge Cheng Tao Xiaoqiang                         | Ge Fei Gu Jun                    | Kim Dong-moon Ra Kyung-min     |
| 1998      | nicht ausgetragen | nicht ausgetragen | nicht ausgetragen                              | nicht ausgetragen                | nicht ausgetragen              |
| 1999      | Dong Jiong        | Zhou Mi           | Ha Tae-kwon Kim Dong-moon                      | Ge Fei Gu Jun                    | Liu Yong Ge Fei                |
| 2000      | nicht ausgetragen | nicht ausgetragen | nicht ausgetragen                              | nicht ausgetragen                | nicht ausgetragen              |
| 2001      | Xia Xuanze        | Zhou Mi           | Zhang Wei Zhang Jun                            | Zhang Jiewen Wei Yili            | Liu Yong Chen Lin              |
| 2002      | Wong Choong Hann  | Gong Ruina        | Pramote Teerawiwatana Tesana Panvisavas        | Gao Ling Huang Sui               | Zhang Jun Gao Ling             |
| 2003      | Lin Dan           | Zhou Mi           | Lars Paaske Jonas Rasmussen                    | Gao Ling Huang Sui               | Zhang Jun Gao Ling             |
| 2004      | Lin Dan           | Xie Xingfang      | Candra Wijaya Sigit Budiarto                   | Zhang Jiewen Yang Wei            | Jens Eriksen Mette Schjoldager |
| 2005      | Chen Hong         | Zhang Ning        | Candra Wijaya Sigit Budiarto                   | Yang Wei Zhang Jiewen            | Nathan Robertson Gail Emms     |
| 2006      | Chen Hong         | Zhang Ning        | Markis Kido Hendra Setiawan                    | Yang Wei Zhang Jiewen            | Xie Zhongbo Zhang Yawen        |
| 2007      | Bao Chunlai       | Wong Mew Choo     | Markis Kido Hendra Setiawan                    | Gao Ling Zhao Tingting           | Nova Widianto Liliyana Natsir  |
| 2008      | Lin Dan           | Jiang Yanjiao     | Jung Jae-sung Lee Yong-dae                     | Zhang Yawen Zhao Tingting        | Lee Yong-dae Lee Hyo-jung      |
| 2009      | Lin Dan           | Jiang Yanjiao     | Jung Jae-sung Lee Yong-dae                     | Tian Qing Zhang Yawen            | Lee Yong-dae Lee Hyo-jung      |
| 2010      | Chen Long         | Jiang Yanjiao     | Jung Jae-sung Lee Yong-dae                     | Cheng Shu Zhao Yunlei            | Tao Jiaming Tian Qing          |
| 2011      | Lin Dan           | Wang Yihan        | Mathias Boe Carsten Mogensen                   | Wang Xiaoli Yu Yang              | Zhang Nan Zhao Yunlei          |
| 2012      | Chen Long         | Li Xuerui         | Mathias Boe Carsten Mogensen                   | Wang Xiaoli Yu Yang              | Xu Chen Ma Jin                 |
| 2013      | Chen Long         | Li Xuerui         | Lee Yong-dae Yoo Yeon-seong                    | Wang Xiaoli Yu Yang              | Tontowi Ahmad Liliyana Natsir  |
| 2014      | Srikanth Kidambi  | Saina Nehwal      | Lee Yong-dae Yoo Yeon-seong                    | Wang Xiaoli Yu Yang              | Zhang Nan Zhao Yunlei          |
| 2015      | Lee Chong Wei     | Li Xuerui         | Kim Gi-jung Kim Sa-rang                        | Tang Yuanting Yu Yang            | Zhang Nan Zhao Yunlei          |
| 2016      | Jan Ø. Jørgensen  | P. V. Sindhu      | Markus Fernaldi Gideon Kevin Sanjaya Sukamuljo | Chang Ye-na Lee So-hee           | Tontowi Ahmad Liliyana Natsir  |
| 2017      | Chen Long         | Akane Yamaguchi   | Markus Fernaldi Gideon Kevin Sanjaya Sukamuljo | Chen Qingchen Jia Yifan          | Zheng Siwei Huang Yaqiong      |
| 2018      | Anthony Ginting   | Carolina Marín    | Kim Astrup Anders Skaarup Rasmussen            | Misaki Matsutomo Ayaka Takahashi | Zheng Siwei Huang Yaqiong      |
| 2019      | Kento Momota      | Carolina Marín    | Markus Fernaldi Gideon Kevin Sanjaya Sukamuljo | Chen Qingchen Jia Yifan          | Zheng Siwei Huang Yaqiong      |
| 2020 2022 | nicht ausgetragen | nicht ausgetragen | nicht ausgetragen                              | nicht ausgetragen                | nicht ausgetragen              |
| 2023      | Viktor Axelsen    | An Se-young       | Liang Weikeng Wang Chang                       | Chen Qingchen Jia Yifan          | Seo Seung-jae Chae Yoo-jung    |
| 2024      | Weng Hongyang     | Wang Zhiyi        | Goh Sze Fei Nur Izzuddin                       | Li Yijing Luo Xumin              | Feng Yanzhe Huang Dongping     |
| 2025      | Shi Yuqi          | Wang Zhiyi        | Fajar Alfian Muhammad Shohibul Fikri           | Liu Shengshu Tan Ning            | Feng Yanzhe Huang Dongping     |